# Europees kampioenschap voetbal mannen onder 17 - 2017 (kwalificatie)
Het kwalificatietoernooi voor het Europees kampioenschap voetbal onder 17 voor mannen was een toernooi dat duurde van 16 september 2016 tot en met 28 maart 2017. Dit toernooi zou bepalen welke 15 landen zich kwalificeerden voor het Europees kampioenschap voetbal mannen onder 17 van 2017.
Alle landen van de UEFA mochten meedoen aan dit toernooi. Spelers geboren op of na 1 januari 2000 mochten deelnemen. Het toernooi werd verdeeld over twee rondes. De eerste ronde werd de kwalificatieronde genoemd. Kroatië was als gastland automatisch gekwalificeerd en Duitsland hoefde niet aan de eerste ronde mee te doen. De tweede ronde heet de eliteronde. De wedstrijden duren tijdens dit toernooi 80 minuten, verdeeld in twee helften van 40 minuten.

## Gekwalificeerde landen
| Land                  | Gekwalificeerd als          | Beste prestatie                             |
| --------------------- | --------------------------- | ------------------------------------------- |
| Kroatië               | Gastland                    | Halve finale (2005)                         |
| Duitsland             | Elitefonde: winnaar groep 1 | Kampioen (2009)                             |
| Turkije               | Eliteronde: tweede groep 1  | Kampioen (2005)                             |
| Hongarije             | Eliteronde: winnaar groep 2 | Groepsfase (2002, 2003 en 2006)             |
| Noorwegen             | Eliteronde: tweede groep 2  | Eerste deelname                             |
| Spanje                | Eliteronde: winnaar groep 3 | Kampioen (2007 en 2008)                     |
| Schotland             | Eliteronde: winnaar groep 4 | Halve finale (2014)                         |
| Servië                | Eliteronde: tweede groep 4  | Kwartfinale (2002)                          |
| Nederland             | Eliteronde: winnaar groep 5 | Kampioen (2011 en 2012)                     |
| Italië                | Eliteronde: tweede groep 5  | Finalist (2013)                             |
| Frankrijk             | Eliteronde: winnaar groep 6 | Kampioen (2004 en 2015)                     |
| Oekraïne              | Eliteronde: tweede groep 6  | Groepsfase (2002, 2004, 2007, 2013 en 2016) |
| Engeland              | Eliteronde: winnaar groep 7 | Kampioen (2010 en 2014)                     |
| Bosnië en Herzegovina | Eliteronde: tweede groep 7  | Groepsfase (2016)                           |
| Ierland               | Eliteronde: winnaar groep 8 | Groepsfase (2008 en 2015)                   |
| Faeröer               | Eliteronde: tweede groep 8  | Eerste deelname                             |

## Loting kwalificatieronde
De loting voor de kwalificatieronde werd gehouden op 3 december 2015 om 9:00 (UTC+1) op het UEFA-hoofdkantoor in Nyon, Zwitserland.
De landen werden verdeeld op basis van de coëfficiënten. De ranking werd berekend door te kijken naar de resultaten van de vorige toernooien:
- Europees kampioenschap voetbal mannen onder 17 van 2013 en kwalificatie.
- Europees kampioenschap voetbal mannen onder 17 van 2014 en kwalificatie.
- Europees kampioenschap voetbal mannen onder 17 van 2015 en kwalificatie.

In elke groep kwamen twee landen uit pot A en twee landen uit pot B. Een aantal landen mocht, om politieke redenen, niet bij elkaar terecht komen. Dat gold voor Rusland en Oekraïne, Armenië en Azerbeidzjan en Spanje en Gibraltar.
| Team    | Coëfficiënt | ranking |
| ------- | ----------- | ------- |
| Kroatië | 8.500       | —       |

| Team      | Coëfficiënt | ranking |
| --------- | ----------- | ------- |
| Duitsland | 12.667      | 1       |

| Team                  | Coëfficiënt | ranking |
| --------------------- | ----------- | ------- |
| Engeland              | 11.667      | 2       |
| Nederland             | 9.667       | 3       |
| Portugal              | 9.333       | 4       |
| Italië                | 9.167       | 5       |
| Rusland               | 9.167       | 6       |
| Frankrijk             | 8.667       | 7       |
| Tsjechië              | 8.500       | 8       |
| Oostenrijk            | 8.500       | 9       |
| Spanje                | 8.167       | 10      |
| Polen                 | 8.000       | 11      |
| Schotland             | 8.000       | 12      |
| Servië                | 7.667       | 13      |
| Zwitserland           | 7.667       | 14      |
| België                | 6.833       | 15      |
| Ierland               | 6.833       | 16      |
| Oekraïne              | 6.167       | 17      |
| Zweden                | 6.000       | 18      |
| Noorwegen             | 5.833       | 19      |
| Georgië               | 5.667       | 20      |
| Griekenland           | 5.500       | 21      |
| Slovenië              | 5.333       | 22      |
| Hongarije             | 5.167       | 23      |
| Bosnië en Herzegovina | 5.000       | 24      |
| Wit-Rusland           | 4.967       | 25      |
| Israël                | 4.833       | 26      |
| Slowakije             | 4.333       | 27      |

| Team            | Coëfficiënt | ranking |
| --------------- | ----------- | ------- |
| Turkije         | 4.333       | 28      |
| IJsland         | 4.167       | 29      |
| Bulgarije       | 4.000       | 30      |
| Roemenië        | 4.000       | 31      |
| Noord-Ierland   | 3.833       | 32      |
| Denemarken      | 3.333       | 33      |
| Wales           | 3.167       | 34      |
| Albanië         | 3.167       | 35      |
| Estland         | 3.167       | 36      |
| Finland         | 3.133       | 37      |
| Letland         | 3.000       | 38      |
| Moldavië        | 2.667       | 39      |
| Cyprus          | 2.667       | 40      |
| Faeröer         | 1.667       | 41      |
| Azerbeidzjan    | 1.500       | 42      |
| Luxemburg       | 1.333       | 43      |
| Noord-Macedonië | 1.333       | 44      |
| Armenië         | 1.000       | 45      |
| Litouwen        | 1.000       | 46      |
| Montenegro      | 0.333       | 47      |
| Andorra         | 0.333       | 48      |
| San Marino      | 0.333       | 49      |
| Gibraltar       | 0.333       | 50      |
| Malta           | 0.000       | 51      |
| Liechtenstein   | 0.000       | 52      |
| Kazachstan      | 0.000       | 53      |

Vetgedrukte landen hebben zich uiteindelijk gekwalificeerd voor het hoofdtoernooi.

## Kwalificatieronde

### Groep 1
De wedstrijden werden gespeeld tussen 23 en 28 september 2016 in Moldavië.
| Pos | Team                  | Wed | W | G | V | Ptn | DV | DT | +/− | Kwalificatie                  |   | RUS | BIH | LAT | MDA |
| --- | --------------------- | --- | - | - | - | --- | -- | -- | --- | ----------------------------- | - | --- | --- | --- | --- |
| 1   | Rusland               | 3   | 3 | 0 | 0 | 9   | 8  | 1  | +7  | Geplaatst voor de eliteronde. |   | —   | 2–1 | 1–0 | 5–0 |
| 2   | Bosnië en Herzegovina | 3   | 2 | 0 | 1 | 6   | 5  | 2  | +3  | Geplaatst voor de eliteronde. |   | —   | —   | 3–0 | 1–0 |
| 3   | Letland               | 3   | 1 | 0 | 2 | 3   | 2  | 4  | −2  |                               |   | —   | —   | —   | 2–0 |
| 4   | Moldavië              | 3   | 0 | 0 | 3 | 0   | 0  | 8  | −8  |                               | — | —   | —   | —   |     |

### Groep 2
De wedstrijden werden gespeeld tussen 15 en 20 oktober 2016 in Andorra.
| Pos | Team        | Wed | W | G | V | Ptn | DV | DT | +/− | Kwalificatie                  |   | IRL | GRE | KAZ | AND  |
| --- | ----------- | --- | - | - | - | --- | -- | -- | --- | ----------------------------- | - | --- | --- | --- | ---- |
| 1   | Ierland     | 3   | 3 | 0 | 0 | 9   | 9  | 2  | +7  | Geplaatst voor de eliteronde. |   | —   | 1–0 | 3–1 | 5–1  |
| 2   | Griekenland | 3   | 2 | 0 | 1 | 6   | 4  | 1  | +3  | Geplaatst voor de eliteronde. |   | —   | —   | 1–0 | 3–0  |
| 3   | Kazachstan  | 3   | 1 | 0 | 2 | 3   | 3  | 4  | −1  |                               |   | —   | —   | —   | 1–10 |
| 4   | Andorra     | 3   | 0 | 0 | 3 | 0   | 1  | 10 | −9  |                               | — | —   | —   | —   |      |

### Groep 3
De wedstrijden werden gespeeld tussen 21 en 26 oktober 2016 in Luxemburg.
| Pos | Team        | Wed | W | G | V | Ptn | DV | DT | +/− | Kwalificatie                  |  | SUI | FAR | CZE | LUX |
| --- | ----------- | --- | - | - | - | --- | -- | -- | --- | ----------------------------- |  | --- | --- | --- | --- |
| 1   | Zwitserland | 3   | 2 | 1 | 0 | 7   | 8  | 4  | +4  | Geplaatst voor de eliteronde. |  | —   | 3–0 | 3–3 | 2–1 |
| 2   | Faeröer     | 3   | 1 | 1 | 1 | 4   | 4  | 5  | −1  | Geplaatst voor de eliteronde. |  | —   | —   | 2–0 | 2–2 |
| 3   | Tsjechië    | 3   | 1 | 1 | 1 | 4   | 5  | 5  | 0   | Geplaatst voor de eliteronde. |  | —   | —   | —   | 2–0 |
| 4   | Luxemburg   | 3   | 0 | 1 | 2 | 1   | 3  | 6  | −3  |                               |  | —   | —   | —   | —   |

### Groep 4
De wedstrijden werden gespeeld tussen 26 en 31 oktober 2016 in Italië.
| Pos | Team            | Wed | W | G | V | Ptn | DV | DT | +/− | Kwalificatie                  |   | ITA | SRB | MKD | ALB |
| --- | --------------- | --- | - | - | - | --- | -- | -- | --- | ----------------------------- | - | --- | --- | --- | --- |
| 1   | Italië          | 3   | 2 | 1 | 0 | 7   | 3  | 0  | +3  | Geplaatst voor de eliteronde. |   | —   | 2–0 | 0–0 | 1–0 |
| 2   | Servië          | 3   | 2 | 0 | 1 | 6   | 5  | 3  | +2  | Geplaatst voor de eliteronde. |   | —   | —   | 3–1 | 2–0 |
| 3   | Noord-Macedonië | 3   | 1 | 1 | 1 | 4   | 3  | 4  | −1  |                               |   | —   | —   | —   | 2–1 |
| 4   | Albanië         | 3   | 0 | 0 | 3 | 0   | 1  | 5  | −4  |                               | — | —   | —   | —   |     |

### Groep 5
De wedstrijden werden gespeeld tussen 20 en 25 oktober 2016 in Slovenië.
| Pos | Team       | Wed | W | G | V | Ptn | DV | DT | +/− | Kwalificatie                  |  | FRA | SLO | MNE | EST |
| --- | ---------- | --- | - | - | - | --- | -- | -- | --- | ----------------------------- |  | --- | --- | --- | --- |
| 1   | Frankrijk  | 3   | 2 | 1 | 0 | 7   | 10 | 2  | +8  | Geplaatst voor de eliteronde. |  | —   | 1–1 | 2–1 | 7–0 |
| 2   | Slovenië   | 3   | 1 | 2 | 0 | 5   | 7  | 4  | +3  | Geplaatst voor de eliteronde. |  | —   | —   | 2–2 | 4–1 |
| 3   | Montenegro | 3   | 1 | 1 | 1 | 4   | 5  | 5  | 0   | Geplaatst voor de eliteronde. |  | —   | —   | —   | 2–1 |
| 4   | Estland    | 3   | 0 | 0 | 3 | 0   | 2  | 13 | −11 |                               |  | —   | —   | —   | —   |

### Groep 6
De wedstrijden werden gespeeld tussen 25 en 30 oktober 2016 in Roemenië.
| Pos | Team         | Wed | W | G | V | Ptn | DV | DT | +/− | Kwalificatie                  |   | ENG | AUT | AZE | ROU |
| --- | ------------ | --- | - | - | - | --- | -- | -- | --- | ----------------------------- | - | --- | --- | --- | --- |
| 1   | Engeland     | 3   | 3 | 0 | 0 | 9   | 8  | 2  | +6  | Geplaatst voor de eliteronde. |   | —   | 3–2 | 2–0 | 3–0 |
| 2   | Oostenrijk   | 3   | 2 | 0 | 1 | 6   | 7  | 5  | +2  | Geplaatst voor de eliteronde. |   | —   | —   | 3–1 | 1–0 |
| 3   | Azerbeidzjan | 3   | 1 | 0 | 2 | 3   | 2  | 5  | −3  |                               |   | —   | —   | —   | 1–0 |
| 4   | Roemenië     | 3   | 0 | 0 | 3 | 0   | 1  | 6  | −5  |                               | — | —   | —   | —   |     |

### Groep 7
De wedstrijden werden gespeeld tussen 28 september en 3 oktober in Hongarije.
| Pos | Team          | Wed | W | G | V | Ptn | DV | DT | +/− | Kwalificatie                  |   | NED | HUN | DEN | LIE  |
| --- | ------------- | --- | - | - | - | --- | -- | -- | --- | ----------------------------- | - | --- | --- | --- | ---- |
| 1   | Nederland     | 3   | 3 | 0 | 0 | 9   | 15 | 0  | +15 | Geplaatst voor de eliteronde. |   | —   | 4–0 | 2–0 | 9–0  |
| 2   | Hongarije     | 3   | 2 | 0 | 1 | 6   | 6  | 5  | +1  | Geplaatst voor de eliteronde. |   | —   | —   | 3–1 | 3–0  |
| 3   | Denemarken    | 3   | 1 | 0 | 2 | 3   | 12 | 5  | +7  |                               |   | —   | —   | —   | 11–0 |
| 4   | Liechtenstein | 3   | 0 | 0 | 3 | 0   | 0  | 23 | −23 |                               | — | —   | —   | —   |      |

### Groep 8
De wedstrijden werden gespeeld tussen 28 september en 3 oktober in Finland.
| Pos | Team      | Wed | W | G | V | Ptn | DV | DT | +/− | Kwalificatie                  |   | SWE | FIN | BUL | GEO |
| --- | --------- | --- | - | - | - | --- | -- | -- | --- | ----------------------------- | - | --- | --- | --- | --- |
| 1   | Zweden    | 3   | 3 | 0 | 0 | 9   | 12 | 1  | +11 | Geplaatst voor de eliteronde. |   | —   | 5–0 | 3–1 | 4–0 |
| 2   | Finland   | 3   | 2 | 0 | 1 | 6   | 3  | 5  | −2  | Geplaatst voor de eliteronde. |   | —   | —   | 1–0 | 2–0 |
| 3   | Bulgarije | 3   | 1 | 0 | 2 | 3   | 2  | 4  | −2  |                               |   | —   | —   | —   | 1–0 |
| 4   | Georgië   | 3   | 0 | 0 | 3 | 0   | 0  | 7  | −7  |                               | — | —   | —   | —   |     |

### Groep 9
De wedstrijden werden gespeeld tussen 19 en 24 september 2016 in Noord-Ierland.
| Pos | Team          | Wed | W | G | V | Ptn | DV | DT | +/− | Kwalificatie                  |   | ESP | SVK | NIR | SMR |
| --- | ------------- | --- | - | - | - | --- | -- | -- | --- | ----------------------------- | - | --- | --- | --- | --- |
| 1   | Spanje        | 3   | 3 | 0 | 0 | 9   | 13 | 0  | +13 | Geplaatst voor de eliteronde. |   | —   | 6–0 | 4–0 | 3–0 |
| 2   | Slowakije     | 3   | 2 | 0 | 1 | 6   | 8  | 9  | −1  | Geplaatst voor de eliteronde. |   | —   | —   | 4–3 | 4–0 |
| 3   | Noord-Ierland | 3   | 1 | 0 | 2 | 3   | 5  | 9  | −4  |                               |   | —   | —   | —   | 2–1 |
| 4   | San Marino    | 3   | 0 | 0 | 3 | 0   | 1  | 9  | −8  |                               | — | —   | —   | —   |     |

### Groep 10
De wedstrijden werden gespeeld tussen 16 en 21 september 2016 in Portugal.
| Pos | Team      | Wed | W | G | V | Ptn | DV | DT | +/− | Kwalificatie                  |   | SCO | POR | WAL | MLT |
| --- | --------- | --- | - | - | - | --- | -- | -- | --- | ----------------------------- | - | --- | --- | --- | --- |
| 1   | Schotland | 3   | 3 | 0 | 0 | 9   | 8  | 0  | +8  | Geplaatst voor de eliteronde. |   | —   | 1–0 | 1–0 | 6–0 |
| 2   | Portugal  | 3   | 2 | 0 | 1 | 6   | 7  | 1  | +6  | Geplaatst voor de eliteronde. |   | —   | —   | 2–0 | 5–0 |
| 3   | Wales     | 3   | 1 | 0 | 2 | 3   | 3  | 3  | 0   |                               |   | —   | —   | —   | 3–0 |
| 4   | Malta     | 3   | 0 | 0 | 3 | 0   | 0  | 14 | −14 |                               | — | —   | —   | —   |     |

### Groep 11
De wedstrijden werden gespeeld tussen 26 en 31 oktober 2016 in Cyprus.
| Pos | Team        | Wed | W | G | V | Ptn | DV | DT | +/− | Kwalificatie                  |  | CYP | BLR | BEL | GIB |
| --- | ----------- | --- | - | - | - | --- | -- | -- | --- | ----------------------------- |  | --- | --- | --- | --- |
| 1   | Cyprus      | 3   | 3 | 0 | 0 | 9   | 4  | 0  | +4  | Geplaatst voor de eliteronde. |  | —   | 1–0 | 1–0 | 2–0 |
| 2   | Wit-Rusland | 3   | 1 | 1 | 1 | 4   | 3  | 2  | +1  | Geplaatst voor de eliteronde. |  | —   | —   | 0–0 | 3–1 |
| 3   | België      | 3   | 1 | 1 | 1 | 4   | 2  | 1  | +1  | Geplaatst voor de eliteronde. |  | —   | —   | —   | 2–0 |
| 4   | Gibraltar   | 3   | 0 | 0 | 3 | 0   | 1  | 7  | −6  |                               |  | —   | —   | —   | —   |

### Groep 12
De wedstrijden werden gespeeld tussen 1 en 6 november 2016 in Israël.
| Pos | Team    | Wed | W | G | V | Ptn | DV | DT | +/− | Kwalificatie                  |  | ISR | POL | ARM | ISL |
| --- | ------- | --- | - | - | - | --- | -- | -- | --- | ----------------------------- |  | --- | --- | --- | --- |
| 1   | Israël  | 3   | 3 | 0 | 0 | 9   | 7  | 1  | +6  | Geplaatst voor de eliteronde. |  | —   | 3–1 | 2–0 | 2–0 |
| 2   | Polen   | 3   | 1 | 1 | 1 | 4   | 4  | 4  | 0   | Geplaatst voor de eliteronde. |  | —   | —   | 1–1 | 2–0 |
| 3   | Armenië | 3   | 1 | 1 | 1 | 4   | 4  | 5  | −1  | Geplaatst voor de eliteronde. |  | —   | —   | —   | 3–2 |
| 4   | IJsland | 3   | 0 | 0 | 3 | 0   | 2  | 7  | −5  |                               |  | —   | —   | —   | —   |

### Groep 13
De wedstrijden werden gespeeld tussen 23 en 28 september 2016 in Litouwen.
| Pos | Team      | Wed | W | G | V | Ptn | DV | DT | +/− | Kwalificatie                  |  | TUR | NOR | UKR | LTU |
| --- | --------- | --- | - | - | - | --- | -- | -- | --- | ----------------------------- |  | --- | --- | --- | --- |
| 1   | Turkije   | 3   | 3 | 0 | 0 | 9   | 4  | 0  | +4  | Geplaatst voor de eliteronde. |  | —   | 2–0 | 1–0 | 1–0 |
| 2   | Noorwegen | 3   | 1 | 1 | 1 | 4   | 4  | 5  | −1  | Geplaatst voor de eliteronde. |  | —   | —   | 2–2 | 2–1 |
| 3   | Oekraïne  | 3   | 0 | 2 | 1 | 2   | 3  | 4  | −1  | Geplaatst voor de eliteronde. |  | —   | —   | —   | 1–1 |
| 4   | Litouwen  | 3   | 0 | 1 | 2 | 1   | 2  | 4  | −2  |                               |  | —   | —   | —   | —   |

### Ranking nummers 3
Om te bepalen welke landen, die derde waren geworden, mochten aansluiten bij de eliteronde werd een rangschikking gemaakt van de nummers 3 uit iedere groep. De bovenste vijf landen kwalificeerden zich. Alleen de resultaten tegen de landen die 1 en 2 waren geworden telden mee.
| Pos | Team            | Wed | W | G | V | Ptn | DV | DT | +/− | Kwalificatie |
| --- | --------------- | --- | - | - | - | --- | -- | -- | --- | ------------ |
| 1   | Montenegro      | 2   | 0 | 1 | 1 | 1   | 3  | 4  | −1  | Eliteronde   |
| 2   | Oekraïne        | 2   | 0 | 1 | 1 | 1   | 2  | 3  | −1  | Eliteronde   |
| 3   | België          | 2   | 0 | 1 | 1 | 1   | 0  | 1  | −1  | Eliteronde   |
| 4   | Tsjechië        | 2   | 0 | 1 | 1 | 1   | 3  | 5  | −2  | Eliteronde   |
| 5   | Armenië         | 2   | 0 | 1 | 1 | 1   | 1  | 3  | −2  | Eliteronde   |
| 6   | Noord-Macedonië | 2   | 0 | 1 | 1 | 1   | 1  | 3  | −2  |              |
| 7   | Bulgarije       | 2   | 0 | 0 | 2 | 0   | 1  | 4  | −3  |              |
| 8   | Kazachstan      | 2   | 0 | 0 | 2 | 0   | 1  | 4  | −3  |              |
| 9   | Wales           | 2   | 0 | 0 | 2 | 0   | 0  | 3  | −3  |              |
| 10  | Azerbeidzjan    | 2   | 0 | 0 | 2 | 0   | 1  | 5  | −4  |              |
| 11  | Denemarken      | 2   | 0 | 0 | 2 | 0   | 1  | 5  | −4  |              |
| 12  | Letland         | 2   | 0 | 0 | 2 | 0   | 0  | 4  | −4  |              |
| 13  | Noord-Ierland   | 2   | 0 | 0 | 2 | 0   | 3  | 8  | −5  |              |

1. 1 2  disciplinaire punten
2. 1 2  disciplinaire punten
3. 1 2  disciplinaire punten

## Loting eliteronde
De loting voor de eliteronde werd gehouden op 13 december 2016, om 11:45 (UTC+1) op het UEFA-hoofdkantoor in Nyon, Zwitserland.
De landen werden verdeeld op basis van de resultaten in de kwalificatieronde. De landen die automatisch waren gekwalificeerd werden automatisch in Pot A gezet. Bij de loting werd uit iedere pot een land genomen. Landen die in de kwalificatieronde uit dezelfde groep kwamen en nummer 1 en 2 waren geworden konden in deze ronde niet weer tegen elkaar uitkomen. Om politieke redenen mocht Rusland niet in dezelfde groep terecht komen als Oekraïne.
| Pos | Team                  | Wed | W | G | V | Ptn | DV | DT | +/− | Seeding |
| --- | --------------------- | --- | - | - | - | --- | -- | -- | --- | ------- |
| 1   | Duitsland             | 0   | 0 | 0 | 0 | 0   | 0  | 0  | 0   | Pot A   |
| 2   | Nederland             | 3   | 3 | 0 | 0 | 9   | 15 | 0  | +15 | Pot A   |
| 3   | Spanje                | 3   | 3 | 0 | 0 | 9   | 13 | 0  | +13 | Pot A   |
| 4   | Zweden                | 3   | 3 | 0 | 0 | 9   | 12 | 1  | +11 | Pot A   |
| 5   | Schotland             | 3   | 3 | 0 | 0 | 9   | 8  | 0  | +8  | Pot A   |
| 6   | Ierland               | 3   | 3 | 0 | 0 | 9   | 9  | 2  | +7  | Pot A   |
| 7   | Rusland               | 3   | 3 | 0 | 0 | 9   | 8  | 1  | +7  | Pot A   |
| 8   | Engeland              | 3   | 3 | 0 | 0 | 9   | 8  | 2  | +6  | Pot A   |
| 9   | Israël                | 3   | 3 | 0 | 0 | 9   | 7  | 1  | +6  | Pot B   |
| 10  | Cyprus                | 3   | 3 | 0 | 0 | 9   | 4  | 0  | +4  | Pot B   |
| 11  | Turkije               | 3   | 3 | 0 | 0 | 9   | 4  | 0  | +4  | Pot B   |
| 12  | Frankrijk             | 3   | 2 | 1 | 0 | 7   | 10 | 2  | +8  | Pot B   |
| 13  | Zwitserland           | 3   | 2 | 1 | 0 | 7   | 8  | 4  | +4  | Pot B   |
| 14  | Italië                | 3   | 2 | 1 | 0 | 7   | 3  | 0  | +3  | Pot B   |
| 15  | Portugal              | 3   | 2 | 0 | 1 | 6   | 7  | 1  | +6  | Pot B   |
| 16  | Bosnië en Herzegovina | 3   | 2 | 0 | 1 | 6   | 5  | 2  | +3  | Pot B   |
| 17  | Griekenland           | 3   | 2 | 0 | 1 | 6   | 4  | 1  | +3  | Pot C   |
| 18  | Oostenrijk            | 3   | 2 | 0 | 1 | 6   | 7  | 5  | +2  | Pot C   |
| 19  | Servië                | 3   | 2 | 0 | 1 | 6   | 5  | 3  | +2  | Pot C   |
| 20  | Hongarije             | 3   | 2 | 0 | 1 | 6   | 6  | 5  | +1  | Pot C   |
| 21  | Slowakije             | 3   | 2 | 0 | 1 | 6   | 8  | 9  | −1  | Pot C   |
| 22  | Finland               | 3   | 2 | 0 | 1 | 6   | 3  | 5  | −2  | Pot C   |
| 23  | Slovenië              | 3   | 1 | 2 | 0 | 5   | 7  | 4  | +3  | Pot C   |
| 24  | Wit-Rusland           | 3   | 1 | 1 | 1 | 4   | 3  | 2  | +1  | Pot C   |
| 25  | België (Y)            | 3   | 1 | 1 | 1 | 4   | 2  | 1  | +1  | Pot D   |
| 26  | Tsjechië (Y)          | 3   | 1 | 1 | 1 | 4   | 5  | 5  | 0   | Pot D   |
| 27  | Montenegro (Y)        | 3   | 1 | 1 | 1 | 4   | 5  | 5  | 0   | Pot D   |
| 28  | Polen                 | 3   | 1 | 1 | 1 | 4   | 4  | 4  | 0   | Pot D   |
| 29  | Armenië (Y)           | 3   | 1 | 1 | 1 | 4   | 4  | 5  | −1  | Pot D   |
| 30  | Noorwegen             | 3   | 1 | 1 | 1 | 4   | 4  | 5  | −1  | Pot D   |
| 31  | Faeröer               | 3   | 1 | 1 | 1 | 4   | 4  | 5  | −1  | Pot D   |
| 32  | Oekraïne (Y)          | 3   | 0 | 2 | 1 | 2   | 3  | 4  | −1  | Pot D   |

1. 1 2  disciplinaire punten
2. 1 2  disciplinaire punten
3. 1 2 3  disciplinaire punten

## Eliteronde

### Groep 1
De wedstrijden werden gespeeld tussen 23 en 28 maart 2017 in Turkije.
| Pos | Team      | Wed | W | G | V | Ptn | DV | DT | +/− | Kwalificatie                      |   | GER | TUR | FIN | ARM  |
| --- | --------- | --- | - | - | - | --- | -- | -- | --- | --------------------------------- | - | --- | --- | --- | ---- |
| 1   | Duitsland | 3   | 3 | 0 | 0 | 9   | 19 | 4  | +15 | Geplaatst voor het hoofdtoernooi. |   | —   | 3–1 | 6–2 | 10–1 |
| 2   | Turkije   | 3   | 2 | 0 | 1 | 6   | 11 | 4  | +7  | Geplaatst voor het hoofdtoernooi. |   | —   | —   | 4–1 | 6–0  |
| 3   | Finland   | 3   | 1 | 0 | 2 | 3   | 8  | 10 | −2  |                                   |   | —   | —   | —   | 5–0  |
| 4   | Armenië   | 3   | 0 | 0 | 3 | 0   | 1  | 21 | −20 |                                   | — | —   | —   | —   |      |

### Groep 2
De wedstrijden werden gespeeld tussen 21 en 26 maart 2017 in Hongarije.
| Pos | Team      | Wed | W | G | V | Ptn | DV | DT | +/− | Kwalificatie                      |   | HUN | NOR | ISR | RUS |
| --- | --------- | --- | - | - | - | --- | -- | -- | --- | --------------------------------- | - | --- | --- | --- | --- |
| 1   | Hongarije | 3   | 2 | 0 | 1 | 6   | 3  | 2  | +1  | Geplaatst voor het hoofdtoernooi. |   | —   | 1–0 | 0–1 | 2–1 |
| 2   | Noorwegen | 3   | 1 | 1 | 1 | 4   | 5  | 3  | +2  | Geplaatst voor het hoofdtoernooi. |   | —   | —   | 3–0 | 2–2 |
| 3   | Israël    | 3   | 1 | 1 | 1 | 4   | 1  | 3  | −2  |                                   |   | —   | —   | —   | 0–0 |
| 4   | Rusland   | 3   | 0 | 2 | 1 | 2   | 3  | 4  | −1  |                                   | — | —   | —   | —   |     |

### Groep 3
De wedstrijden werden gespeeld tussen 10 en 15 maart 2017 in Portugal.
| Pos | Team        | Wed | W | G | V | Ptn | DV | DT | +/− | Kwalificatie                      |   | ESP | POR | POL | GRE |
| --- | ----------- | --- | - | - | - | --- | -- | -- | --- | --------------------------------- | - | --- | --- | --- | --- |
| 1   | Spanje      | 3   | 2 | 0 | 1 | 6   | 5  | 2  | +3  | Geplaatst voor het hoofdtoernooi. |   | —   | 2–0 | 3–1 | 0–1 |
| 2   | Portugal    | 3   | 1 | 1 | 1 | 4   | 7  | 5  | +2  | Geplaatst voor het hoofdtoernooi. |   | —   | —   | 3–3 | 4–0 |
| 3   | Polen       | 3   | 1 | 1 | 1 | 4   | 7  | 6  | +1  |                                   |   | —   | —   | —   | 3–0 |
| 4   | Griekenland | 3   | 1 | 0 | 2 | 3   | 1  | 7  | −6  |                                   | — | —   | —   | —   |     |

### Groep 4
De wedstrijden werden gespeeld tussen 17 en 22 maart 2017 in Schotland.
| Pos | Team        | Wed | W | G | V | Ptn | DV | DT | +/− | Kwalificatie                      |   | SCO | SRB | SUI | MNE |
| --- | ----------- | --- | - | - | - | --- | -- | -- | --- | --------------------------------- | - | --- | --- | --- | --- |
| 1   | Schotland   | 3   | 3 | 0 | 0 | 9   | 8  | 1  | +7  | Geplaatst voor het hoofdtoernooi. |   | —   | 1–0 | 1–0 | 6–1 |
| 2   | Servië      | 3   | 2 | 0 | 1 | 6   | 3  | 2  | +1  | Geplaatst voor het hoofdtoernooi. |   | —   | —   | 2–1 | 1–0 |
| 3   | Zwitserland | 3   | 1 | 0 | 2 | 3   | 4  | 4  | 0   |                                   |   | —   | —   | —   | 3–1 |
| 4   | Montenegro  | 3   | 0 | 0 | 3 | 0   | 2  | 10 | −8  |                                   | — | —   | —   | —   |     |

### Groep 5
De wedstrijden werden gespeeld tussen 14 en 19 maart in Nederland.
| Pos | Team        | Wed | W | G | V | Ptn | DV | DT | +/− | Kwalificatie                      |   | NED | ITA | BLR | BEL |
| --- | ----------- | --- | - | - | - | --- | -- | -- | --- | --------------------------------- | - | --- | --- | --- | --- |
| 1   | Nederland   | 3   | 3 | 0 | 0 | 9   | 7  | 3  | +4  | Geplaatst voor het hoofdtoernooi. |   | —   | 2–1 | 3–2 | 2–0 |
| 2   | Italië      | 3   | 2 | 0 | 1 | 6   | 5  | 2  | +3  | Geplaatst voor het hoofdtoernooi. |   | —   | —   | 3–0 | 1–0 |
| 3   | Wit-Rusland | 3   | 1 | 0 | 2 | 3   | 4  | 7  | −3  |                                   |   | —   | —   | —   | 2–1 |
| 4   | België      | 3   | 0 | 0 | 3 | 0   | 1  | 5  | −4  |                                   | — | —   | —   | —   |     |

### Groep 6
De wedstrijden werden gespeeld tussen 23 en 28 maart in Oostenrijk.
| Pos | Team       | Wed | W | G | V | Ptn | DV | DT | +/− | Kwalificatie                      |   | FRA | UKR | AUT | SWE |
| --- | ---------- | --- | - | - | - | --- | -- | -- | --- | --------------------------------- | - | --- | --- | --- | --- |
| 1   | Frankrijk  | 3   | 2 | 1 | 0 | 7   | 6  | 2  | +4  | Geplaatst voor het hoofdtoernooi. |   | —   | 3–1 | 1–1 | 2–0 |
| 2   | Oekraïne   | 3   | 2 | 0 | 1 | 6   | 5  | 5  | 0   | Geplaatst voor het hoofdtoernooi. |   | —   | —   | 2–1 | 2–1 |
| 3   | Oostenrijk | 3   | 1 | 1 | 1 | 4   | 5  | 4  | +1  |                                   |   | —   | —   | —   | 3–1 |
| 4   | Zweden     | 3   | 0 | 0 | 3 | 0   | 2  | 7  | −5  |                                   | — | —   | —   | —   |     |

### Groep 7
De wedstrijden werden gespeeld tussen 23 en 28 maart 2017 in Bosnie-Herzegovina.
| Pos | Team                  | Wed | W | G | V | Ptn | DV | DT | +/− | Kwalificatie                      |   | ENG | BIH | SLO | CZE |
| --- | --------------------- | --- | - | - | - | --- | -- | -- | --- | --------------------------------- | - | --- | --- | --- | --- |
| 1   | Engeland              | 3   | 3 | 0 | 0 | 9   | 10 | 3  | +7  | Geplaatst voor het hoofdtoernooi. |   | —   | 1–0 | 4–0 | 5–3 |
| 2   | Bosnië en Herzegovina | 3   | 1 | 1 | 1 | 4   | 2  | 2  | 0   | Geplaatst voor het hoofdtoernooi. |   | —   | —   | 0–0 | 2–1 |
| 3   | Slovenië              | 3   | 0 | 2 | 1 | 2   | 2  | 6  | −4  |                                   |   | —   | —   | —   | 2–2 |
| 4   | Tsjechië              | 3   | 0 | 1 | 2 | 1   | 6  | 9  | −3  |                                   | — | —   | —   | —   |     |

### Groep 8
De wedstrijden werden gespeeld tussen 15 en 20 maart in Cyprus.
| Pos | Team      | Wed | W | G | V | Ptn | DV | DT | +/− | Kwalificatie                      |   | IRL | FAR | SVK | CYP |
| --- | --------- | --- | - | - | - | --- | -- | -- | --- | --------------------------------- | - | --- | --- | --- | --- |
| 1   | Ierland   | 3   | 3 | 0 | 0 | 9   | 7  | 0  | +7  | Geplaatst voor het hoofdtoernooi. |   | —   | 4–0 | 1–0 | 2–0 |
| 2   | Faeröer   | 3   | 1 | 1 | 1 | 4   | 2  | 5  | −3  | Geplaatst voor het hoofdtoernooi. |   | —   | —   | 2–1 | 0–0 |
| 3   | Slowakije | 3   | 1 | 0 | 2 | 3   | 3  | 4  | −1  |                                   |   | —   | —   | —   | 2–1 |
| 4   | Cyprus    | 3   | 0 | 1 | 2 | 1   | 1  | 4  | −3  |                                   | — | —   | —   | —   |     |

Jeugd-EK's: onder 21 · onder 19       Jeugd-WK's: onder 20 · onder 17